# Ibicuí
Ibicuí este un oraș în statul Bahia (BA) din Brazilia.